# The Bostonians (film)
The Bostonians is een Amerikaans-Britse dramafilm uit 1984 onder regie van James Ivory. Het scenario is gebaseerd op de gelijknamige roman uit 1886 van de Amerikaanse auteur Henry James.

## Verhaal
De feministe Olive Chancellor woont in Boston in 1875. Ze sluit vriendschap met de jonge Verena Tarrant en de twee vrouwen beloven elkaar dat ze nooit zullen trouwen. Wanneer Verena kennismaakt met de neef van Olive, komen die idealen op de helling te staan.

## Rolverdeling
| Acteur            | Personage         |
| ----------------- | ----------------- |
| Christopher Reeve | Basil Ransome     |
| Vanessa Redgrave  | Olive Chancellor  |
| Jessica Tandy     | Juffrouw Birdseye |
| Madeleine Potter  | Verena Tarrant    |
| Nancy Marchand    | Mevrouw Burrage   |
| Wesley Addy       | Dr. Tarrant       |
| Barbara Bryne     | Mevrouw Tarrant   |
| Linda Hunt        | Dr. Prance        |
| Charles McCaughan | Politieagent      |
| Nancy New         | Adeline           |
| Jon Van Ness      | Henry Burrage     |
| Wallace Shawn     | Mijnheer Pardon   |
| Peter Bogyo       | Mijnheer Gracie   |
| Martha Farrar     | Mevrouw Farrinder |
| Dusty Maxwell     | Newton Tarrant    |